# 山田親之條
山田 親之條（やまだ しんのじょう、1995年11月22日 - ）は、日本の男性声優。沖縄県出身。クロコダイル所属。

## 来歴
2019年8月よりクロコダイルに準所属、2020年4月1日より正所属に変更となった。

## 人物
母は山田美加子。姉は山田優。兄は山田親太朗。義兄に小栗旬、義姉に渡邉幸愛がいる。
兄の親太朗からは「キャラが強すぎてヤバい」と評されていた。
趣味は映画、音楽を聴くこと、漫画。特技はモノマネ、好きな物を追求すること。

## 出演

### テレビアニメ
2020年
- ド級編隊エグゼロス（生徒）

2021年
- SK∞ エスケーエイト（ギャラリー）
- 進撃の巨人 The Final Season（駐屯兵、イェーガー派）
- 新幹線変形ロボ シンカリオンZ（助手B）
- もっと!まじめにふまじめ かいけつゾロリ（2021年 - 2022年、地底人B、観客B、男性B、お供B）

2022年
- 理系が恋に落ちたので証明してみた。r=1-sinθ（男）
- 邪神ちゃんドロップキックX（ホルス）

2023年
- 僕のヒーローアカデミア（市民）
- ホリミヤ -piece-（男子生徒）

2024年
- 異世界でもふもふなでなでするためにがんばってます。（フィカ、武の氏長）
- オーイ!とんぼ（島の男、アナウンサー、スタッフ、ゴルフショップ店員） - 2シリーズ
- シンカリオン チェンジ ザ ワールド（安井ナガカツ）
- さようなら竜生、こんにちは人生（ディラン）
- 株式会社マジルミエ（カラオケ店店員、客D）

2025年
- わたしの幸せな結婚
- 沖縄で好きになった子が方言すぎてツラすぎる（高江洲）

### Webアニメ
- Pokémon Evolutions（2021年、フレア団の博士たち）
- 雪ほどきし二藍（2022年）
- デスゲームマスター出須（2022年、出須遊作）

### ゲーム
- 英雄伝説 創の軌跡（2020年、ルース）
- 英雄伝説 黎の軌跡（2021年、パーソナリティ・昼 他）
- 帰ってきた 名探偵ピカチュウ（2023年、クリス・オナー）

### ドラマCD
- ちゃんおぷ学園 OSS研究会の1日
- 娘ドラ◎2022＋LIVE SELECTION」CD（ライブスタッフ）

### 吹き替え

#### 映画
- イーダと動物たちの魔法学園（ヴォンドラシェク）
- エレメントシスターズ 4分の1の魔法（クイン 他）
- スケアクロウ トウモロコシ畑の獲物（男 他）
- 呪いの怨恨 エコーズ・オブ・フィアー
- ファインディング・メリー（肉店店主 他）
- モンスター・パーティ（ジェレミー）
- リトル・パイレーツ（ウォリー）

#### ドラマ
- 智異山＜チリサン＞〜君へのシグナル〜（イルマン 他）
- THE FLASH/フラッシュ シーズン8

#### アニメ
- スノーホワイト‐白雪姫とハナの大冒険‐（ピッキー）

### テレビ番組
- アウト×デラックス
- 有田哲平と高嶋ちさ子の人生イロイロ超会議
- 実況×解説!ざわつきバラエティ「声優育成委員会」
- SHOW激!今夜もドル箱

### ボイスコミック
- 異世界征服記～不遇種族たちの最強国家～（2022年、ポチ、BBCの男、兵士A）[23][24]
- 末期ガンでも元気です 38歳エロ漫画家、大腸ガンになる（2022年、ひるなま夫）[25]
- 【急募】猜疑王の契約王妃（※短期のお仕事です）（2023年、ルパート）[26]
- 嘘婚ロマン 契約結婚のはずなのに、クールな旦那様に溺愛されています（2023年 - 2024年、啓太[27]）

### ラジオ
- TBSラジオ TALK ABOUT ハートウォーミングストーリー（朗読）

### シリーズ一覧
1. ↑  第1期（2024年）、第2期（2024年）